# Jerzy Konstanty Czartoryski
Jerzy Konstanty Czartoryski, książę, herbu Pogoń Litewska (ur. 24 kwietnia 1828 w Dreźnie, zm. 23 grudnia 1912 w Wiedniu) – ziemianin, polityk konserwatywny, poseł do Rady Państwa i Sejmu Krajowego Galicji,

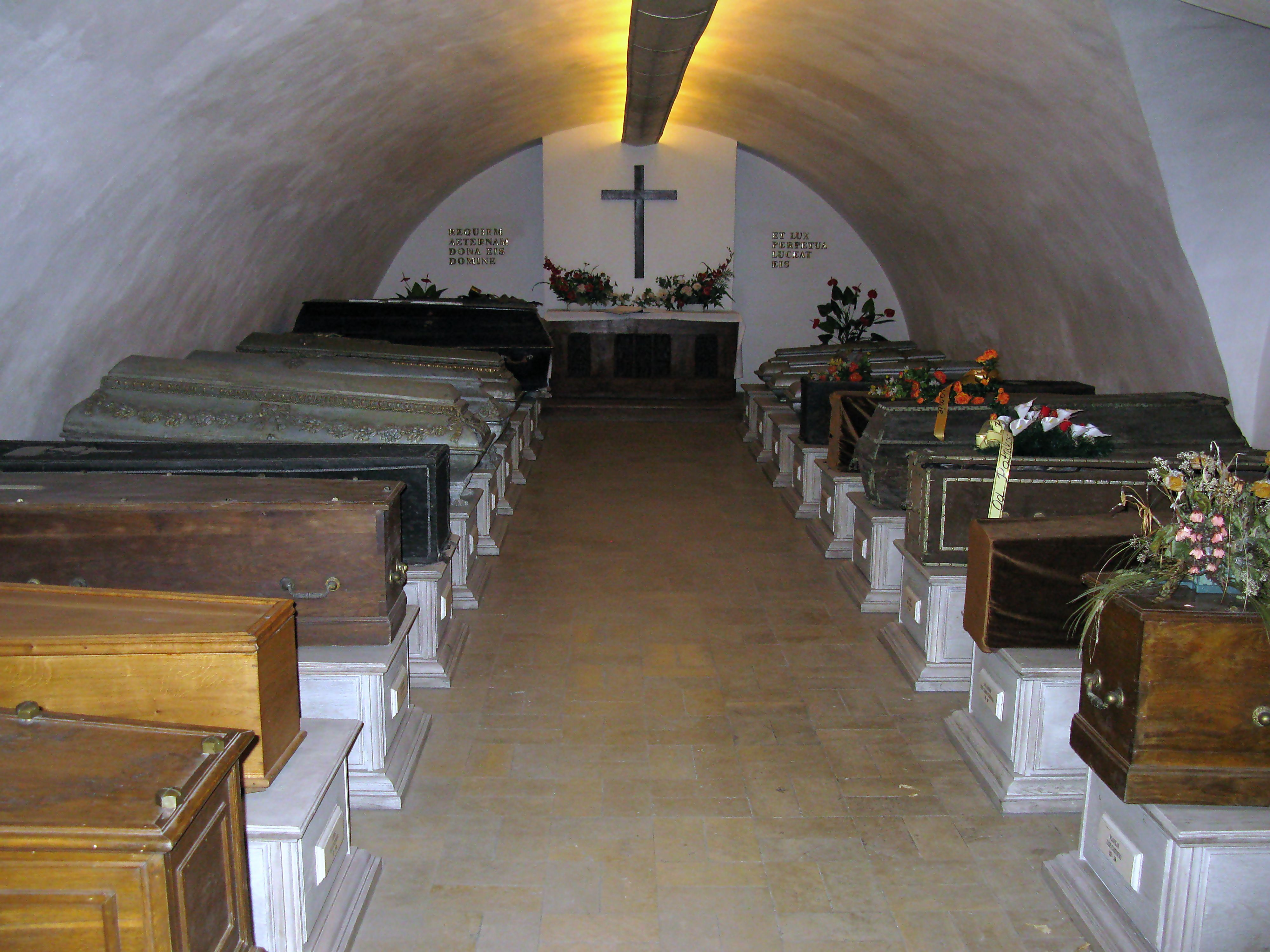
Krypta grobowa książąt Czartoryskich w Sieniawie

## Życiorys
Wychowywał się w pałacu wiedeńskim Weinhaus. Pozostawał w ścisłych relacjach ze swoim stryjem ks. Adamem Czartoryskim i kierowanym przezeń Hotelem Lambert. Nie pełnił w tym okresie jednak żadnych ważnych funkcji politycznych Przejawiam za to zainteresowanie muzyką – wydawał fachowe pisma z tej dziedziny w Wiedniu, najpierw „Monatsschrift für Theater und Musik”, a następnie „Recensionen und Mittheilungen über Theater und Kunst”.
W 1866 roku osiadł na stałe w Galicji, w odziedziczonych dobrach pełkińskich, koło Jarosławia. Jego siedzibą był odnowiony pałac w Pełkiniach. Od tej pory zaangażował się w szerszą działalność polityczną. Członek Rady Powiatu (1874-1911) oraz członek (1877-1909) i prezes (1893-1897, 1900-1909) Wydziału Powiatowego w Jarosławiu. Był posłem Sejmu Krajowego Galicji II kadencji (18 lutego 1867 – 13 listopada 1869), III kadencji (20 sierpnia 1870 – 26 kwietnia 1876), IV kadencji (8 sierpnia 1877 – 21 października 1882), V kadencji (15 września 1883 – 26 stycznia 1889), VI kadencji (10 października 1889 – 17 lutego 1894), VII kadencji (28 grudnia 1895 – 9 lipca 1901), VIII kadencji (28 grudnia 1901 – 12 października 1907). W kadencji II wybrany z III kurii (gmin miejskich) obwodu Przemyśl, z okręgu wyborczego nr 7 Jarosław, w kadencji III z kurii I (wielkiej własności) z obwodu nr 1 (krakowskiego), w kadencji IV, V, VI z tej samej kurii z obwodu nr 3 (przemyskiego), w kadencji VII i VIII z kurii IV (gmin wiejskich) z okręgu wyborczego nr 16 (Jarosław).
Był także posłem do austriackiej Rady Państwa V kadencji (4 listopada 1873 – 19 października 1876), VI kadencji (7 października 1879 – 23 kwietnia 1885), VII kadencji (22 września 1885 – 23 stycznia 1891), VIII kadencji (13 kwietnia 1891). Wybierany był w kurii I (wielkiej własności), w kadencji V z okręgu nr 3 (Bochnia-Wieliczka-Brzesko), w kadencji VI z okręgu nr 8 (Sanok-Bircza-Lesko-Brzozów-Krosno), w kadencji VII i VIII w kurii IV (gmin wiejskich) z okręgu wyborczego nr 13 (Jarosław-Radymno-Sieniawa-Cieszanów-Lubaczów). W tej ostatniej już po wyborze został mianowany dziedzicznym członkiem Izby Panów (13 kwietnia 1891 – 23 grudnia 1912). Jego mandat objął po wyborach uzupełniających 9 czerwca 1891 Władysław Koziebrodzki. W parlamencie austriackim należał do grupy posłów konserwatywnych (podolaków) Koła Polskiego w Wiedniu. Miał wyraziste poglądy polityczne. Opowiadał się za przebudową państwa w duchu federalistycznym. Postulował zachowanie liberalnych swobód. Był za ścisłą współpracą Koła Polskiego z opozycją czeską. W 1887 roku mianowany został austriackim radcą tajnym. Kazimierz Chłędowski zostawił taką jego charakterystykę:
Książe Jerzy Czartoryski (...) z rodowej dumy z nikim się nie łączył, spodziewając się zawsze, że nadejdzie chwila, w której wszystkich za łeb weźmie; ale chwila taka jakoś nie nadchodziła i dotąd nie nadeszła. Książe Jerzy, wychowany w Wiedniu, w swej młodości «ein Schöngeist», meloman, bywający w artystycznym świecie wiedeńskim, ożenił się z córką księgarza Czecha, panną Czermakówną i ona popchnęła właściwie męża na polityczne tory. Księżna była kobietą ambitną i słusznie dążyła aby nazwisko Czartoryskich nie zużyło się na wiedeńskim bruku. Książe więc poświęcił się polityce, dał się wybrać do sejmu i Rady Państwa, ale zbyt łaknący popularności, szukający jej bez systemu, na prawo i lewo, a nadto intrygant nie wzbudzający zaufania, nie umiał sobie wyrobić wpływu. W Sejmie galicyjskim kokietował z Rusinami, w Radzie Państwa z Czechami, prowadził politykę kaprysu na swoją rękę, niewiele się też na niego oglądano.
Działał wiele na polu społecznym i dobroczynnym. W latach 1868–1870 był prezesem Galicyjskiego Towarzystwa Muzycznego. Był założycielem i prezesem w latach 1892–1896 Polskiego Towarzystwa Pedagogicznego, a w 1878 otrzymał tytuł członka honorowego PTP. W 1868 roku pracował jako dyrektor Zakładu Ciemnych. W swych dobrach fundował liczne szkoły, ochronki lub czytelnie ludowe. Popierał na wsi kółka rolnicze, kasy pożyczkowe i przemysł domowy.
Został pochowany 28 grudnia 1912 w Sieniawie w krypcie rodu Czartoryskich znajdującej się w Kościele Wniebowzięcia Najświętszej Maryi Panny w Sieniawie.

## Rodzina
Urodził się w arystokratycznej rodzinie ziemiańskiej. Syn Konstantego Adama (1773-1860) i Marii z Dzierżanowskich (1790-1842). Jego rodzeństwem byli bracia: Aleksander Romuald (1811-1886), Konstanty Marian (1822-1891) i siostra Maria Zuzanna (1817-1847), żona Achillesa Ferdinanda de la Roche-Pouchin et Rochefort (1804-1883). Od 1864 był żonaty z Marią z Czermaków, córką praskiego lekarza oraz siostrą fizjologa Johanna Nepomuka Czermaka i czeskiego artysty, malarza Jaroslava Czermaka. Mieli dzieci: córkę Wandę (1862-1920) i syna Witolda (1864-1945).